# Kostel Nejsvětější Trojice (Čimelice)
Kostel Nejsvětější Trojice v Čimelicích je římskokatolický farní kostel, dnes v barokní podobě z první poloviny 17. století. Nachází se při rušné silnici na návsi obce Čimelice v Píseckém okrese Jihočeského kraje. Statutárním správcem farnosti je P. Mgr. Ludvík František Hemala CFSsS.

## Historie

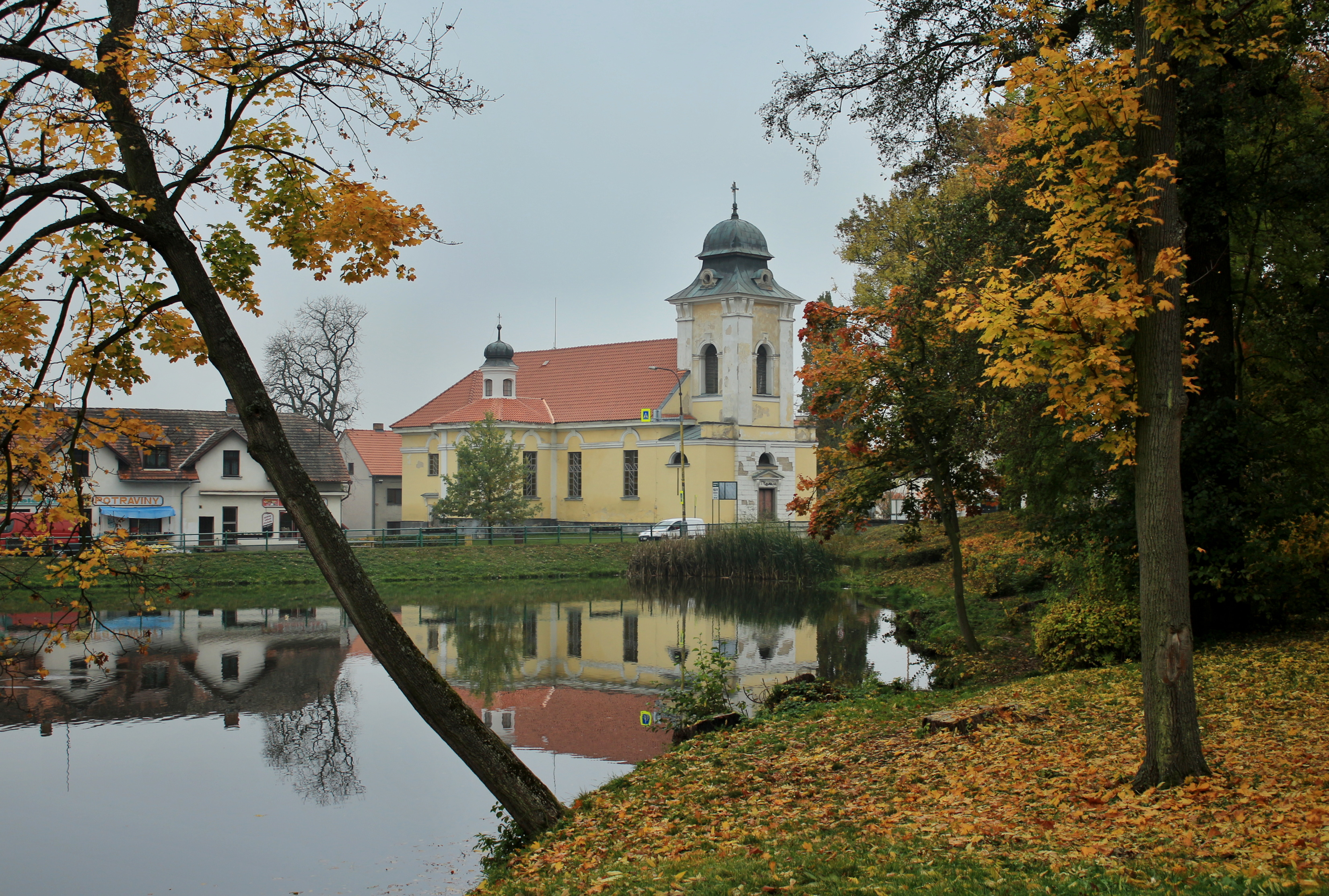
Čimelický kostel Nejsvětější Trojice od rybníka

V místě dnešního kostel stával původně gotický svatostánek zřejmě z poloviny 13. století, z něhož se zřejmě zachovala sakristie, nejstarší dochovaná část kostela. Jsou také dosud patrné renesanční fresky v kněžišti a socha Panny Marie z 15. století. V první půli 17. století byl kostel barokizován a o přibližně sto let později přibyla ještě kaple svaté Barbory.
Autorem většiny mobiliáře, včetně soch na hlavním oltáři, byl čimelický sochař Jan Karel Hammer.